# Platypalpus cubanicus
Platypalpus cubanicus är en tvåvingeart som beskrevs av Bill P.Stark 1993. Platypalpus cubanicus ingår i släktet Platypalpus och familjen puckeldansflugor.
Artens utbredningsområde är Kuba. Inga underarter finns listade i Catalogue of Life.